# Férfi négyesbob a 2018. évi téli olimpiai játékokon
A 2018. évi téli olimpiai játékokon a bob férfi négyes versenyszámát február 24-én és 25-én rendezték. Az aranyérmet a Francesco Friedrich, Candy Bauer, Martin Grothkopp, Thorsten Margis összeállítású német csapat nyerte. Holtverseny miatt két ezüstérmet osztottak, bronzérmes nem volt. A versenyszámban nem vett részt magyar csapat.

## Eseménynaptár
Az időpontok helyi idő szerint (UTC+9), zárójelben magyar idő szerint (UTC+1) olvashatóak.
| Időpont                   | Futam    |
| ------------------------- | -------- |
| február 24., 9:30 (1:30)  | 1. futam |
| február 24., 11:07 (3:07) | 2. futam |
| február 25., 9:30 (1:30)  | 3. futam |
| február 25., 11:15 (3:15) | 4. futam |

## Eredmények
A verseny négy futamból állt. A negyedik futamban az első három futam időeredményeinek összesítése alapján az első 20 csapat vehetett részt. A négy futam időeredményének összessége határozta meg a végső sorrendet. Az időeredmények másodpercben értendők.
| Helyezés | R  | Csapat | 1.    | 2.    | 3.    | 4.                | Össz.   | Hátrány           |
| -------- | -- | --- | ----- | ----- | ----- | ----------------- | ------- | ----------------- |
| Arany    | 7  | Németország (GER) · Francesco Friedrich · Candy Bauer · Martin Grothkopp · Thorsten Margis                 | 48,54 | 49,01 | 48,76 | 49,54             | 3:15,85 | –                 |
| Ezüst    | 1  | Dél-Korea (KOR) · Won Yun-jong · Jun Jung-lin · Seo Young-woo · Kim Dong-hyun                              | 48,65 | 49,19 | 48,89 | 49,65             | 3:16,38 | +0,53             |
| Ezüst    | 8  | Németország (GER) · Nico Walther · Kevin Kuske · Alexander Rödiger · Eric Franke                           | 48,74 | 49,16 | 48,90 | 49,58             | 3:16,38 | +0,53             |
| 4.       | 16 | Svájc (SUI) · Rico Peter · Thomas Amrhein · Simon Friedli · Michael Kuonen                                 | 49,05 | 49,16 | 48,87 | 49,51             | 3:16,59 | +0,74             |
| 5.       | 10 | Lettország (LAT) · Oskars Melbārdis · Daumants Dreiškens · Arvis Vilkaste · Jānis Strenga                  | 48,82 | 49,39 | 48,91 | 49,53             | 3:16,65 | +0,80             |
| 6.       | 9  | Kanada (CAN) · Justin Kripps · Jesse Lumsden · Alexander Kopacz · Oluseyi Smith                            | 48,85 | 49,28 | 48,95 | 49,61             | 3:16,69 | +0,84             |
| 7.       | 14 | Ausztria (AUT) · Benjamin Maier · Kilian Walch · Markus Sammer · Dănuț Moldovan                            | 49,10 | 49,21 | 49,03 | 49,56             | 3:16,90 | +1,05             |
| 8.       | 6  | Németország (GER) · Johannes Lochner · Christian Poser · Christopher Weber · Christian Rasp                | 48,95 | 49,26 | 49,10 | 49,80             | 3:17,11 | +1,26             |
| 9.       | 13 | Egyesült Államok (USA) · Codie Bascue · Evan Weinstock · Steven Langton · Sam McGuffie                     | 49,09 | 49,26 | 49,08 | 49,77             | 3:17,28 | +1,43             |
| 10.      | 12 | Lettország (LAT) · Oskars Ķibermanis · Jānis Jansons · Helvijs Lūsis · Matīss Miknis                       | 49,18 | 49,26 | 49,34 | 49,63             | 3:17,41 | +1,56             |
| 11.      | 18 | Franciaország (FRA) · Loïc Costerg · Vincent Ricard · Vincent Castell · Dorian Hauterville                 | 49,09 | 49,36 | 49,19 | 49,92             | 3:17,56 | +1,71             |
| 12.      | 21 | Kanada (CAN) · Nick Poloniato · Cameron Stones · Joshua Kirkpatrick · Ben Coakwell                         | 49,40 | 49,23 | 49,51 | 49,67             | 3:17,81 | +1,96             |
| 13.      | 5  | Lengyelország (POL) · Mateusz Luty · Arnold Zdebiak · Łukasz Miedzik · Grzegorz Kossakowski                | 49,04 | 49,59 | 49,46 | 49,80             | 3:17,89 | +2,04             |
| 14.      | 3  | Svájc (SUI) · Clemens Bracher · Alain Knuser · Martin Meier · Fabio Badraun                                | 49,06 | 49,54 | 49,59 | 49,72             | 3:17,91 | +2,06             |
| 15.      | 20 | Olimpikonok Oroszországból (OAR) · Maxim Andrianov · Alexey Zaitsev · Vasiliy Kondratenko · Ruslan Samitov | 49,43 | 49,39 | 49,56 | 49,56             | 3:17,94 | +2,09             |
| 16.      | 11 | Kanada (CAN) · Christopher Spring · Lascelles Brown · Bryan Barnett · Neville Wright                       | 49,06 | 49,54 | 49,46 | 49,86             | 3:17,96 | +2,11             |
| 17.      | 17 | Nagy-Britannia (GBR) · Brad Hall · Nick Gleeson · Joel Fearon · Greg Cackett                               | 49,25 | 49,68 | 49,64 | 49,69             | 3:18,26 | +2,41             |
| 18.      | 15 | Nagy-Britannia (GBR) · Lamin Deen · Ben Simons · Toby Olubi · Andrew Matthews                              | 49,44 | 49,45 | 49,66 | 49,74             | 3:18,29 | +2,44             |
| 19.      | 22 | Egyesült Államok (USA) · Nick Cunningham · Hakeem Abdul-Saboor · Christopher Kinney · Samuel Michener      | 49,60 | 49,50 | 49,74 | 49,70             | 3:18,54 | +2,69             |
| 20.      | 19 | Egyesült Államok (USA) · Justin Olsen · Nathan Weber · Carlo Valdes · Christopher Fogt                     | 49,62 | 49,71 | 49,66 | 49,56             | 3:18,55 | +2,70             |
| 21.      | 2  | Csehország (CZE) · Dominik Dvořák · Jaroslav Kopřiva · Jan Šindelář · Jakub Nosek                          | 49,07 | 49,97 | 50,05 | nem jutott tovább | 2:29,09 | nem jutott tovább |
| 22.      | 24 | Ausztria (AUT) · Markus Treichl · Ekemini Bassey · Markus Glueck · Marco Rangl                             | 49,73 | 49,83 | 49,68 | nem jutott tovább | 2:29,24 | nem jutott tovább |
| 23.      | 23 | Brazília (BRA) · Edson Bindilatti · Edson Ricardo Martins · Odirlei Pessoni · Rafael Souza da Silva        | 49,75 | 49,94 | 49,80 | nem jutott tovább | 2:29,49 | nem jutott tovább |
| 24.      | 28 | Csehország (CZE) · Jan Vrba · Dominik Suchý · David Egydy · Jan Stokláska                                  | 49,73 | 49,81 | 50,05 | nem jutott tovább | 2:29,59 | nem jutott tovább |
| 25.      | 4  | Ausztrália (AUS) · Lucas Mata · David Mari · Lachlan Reidy · Hayden Smith                                  | 49,72 | 49,91 | 50,07 | nem jutott tovább | 2:29,70 | nem jutott tovább |
| 26.      | 26 | Kína (CHN) · Shao Yujin · Li Chunjian · Wang Sidong · Shi Hao                                              | 49,79 | 50,01 | 49,94 | nem jutott tovább | 2:29,74 | nem jutott tovább |
| 27.      | 25 | Olaszország (ITA) · Simone Bertazzo · Lorenzo Bilotti · Francesco Costa · Simone Fontana                   | 49,92 | 49,94 | 50,02 | nem jutott tovább | 2:29,88 | nem jutott tovább |
| 28.      | 27 | Horvátország (CRO) · Dražen Silić · Mate Mezulić · Benedikt Nikpalj · Antonio Zelić                        | 50,18 | 50,64 | 50,63 | nem jutott tovább | 2:31,45 | nem jutott tovább |
| 29.      | 29 | Románia (ROU) · Dorin Alexandru Grigore · Florin Cezar Crăciun · Levente Bartha · Paul-Septimiu Muntean    | 50,55 | 50,79 | 50,81 | nem jutott tovább | 2:32,15 | nem jutott tovább |